# 東茨城郡

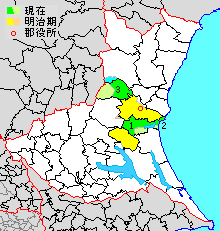
茨城県東茨城郡の範囲（1.茨城町 2.大洗町 3.城里町 水色・薄緑：後に他郡から編入した区域 薄黄：後に他郡に編入された区域）

東茨城郡（ひがしいばらきぐん）は、茨城県の郡。
茨城県のほぼ中央に位置する。行政区域は県央の山間と平坦な東茨城台地にまたがる。
人口61,183人、面積307.27km²、人口密度199人/km²。（2025年2月1日、推計人口）
以下の3町を含む。
- 茨城町（いばらきまち）
- 大洗町（おおあらいまち）
- 城里町（しろさとまち）

## 郡域
水戸市を挟んで茨城県の東西を貫いている。1878年（明治11年）に行政区画として発足した当時の郡域は、下記の区域にあたる。
- 水戸市の大部分（概ね那珂川より北東を除く）
- 小美玉市の大部分（概ね園部川以西を除く）
- 常陸大宮市の一部（概ね那珂川以南）
- 笠間市の一部（五平・鯉淵）
- 茨城町の大部分（海老沢・宮ヶ崎・城之内・網掛・小堤・駒場・神宿を除く）
- 大洗町の大部分（成田町・神山町を除く）
- 城里町の大部分（大網、小勝、塩子以西を除く）

## 歴史
もともとは茨城郡であり、1878年（明治11年）の郡区編成により、東茨城郡と西茨城郡（現在は消滅）に分割され発足した。1889年（明治22年）の市制・町村制施行時には、水戸市に市制が敷かれて分離し、磯浜町・小川町が町制を施行して2町32村となり、郡役所は水戸市東柵町に置かれていた。その後、大貫町、石塚町が町制を施行し、常盤村、緑岡村が水戸市に編入されるなどを経て、1953年（昭和23年）には4町28村となり、水戸の近隣村が水戸市に編入されたことから郡域は南北に二分されることになった。その後、沼前村と夏海村の一部と野口村と長倉村を東茨城郡に編入している。1953年（昭和28年）から1961年（昭和31年）にかけて推進された市町村の合併（いわゆる昭和の大合併）により、昭和後期には大洗町、常北町、茨城町、内原町、常澄村、美野里町、小川町、御前山村、桂村の6町3村となった。時代が平成になると、平成4年に常澄村が水戸市に編入されたが、1995年（平成7年）に合併特例債を中心とした財政支援措置がなされるなど、政府主導による市町村合併（いわゆる平成の大合併）が強力に推進された結果、水戸近隣の内原町が水戸市に編入され、常北町と桂村が合併して城里町となったほか、小川町と美野里町、新治郡玉里村が合併して小美玉市が成立し、御前山村も那珂郡の町村との合併により常陸大宮市が誕生して郡から分離した結果、郡域の現在は茨城町・大洗町・城里町の3町となった。

### 郡発足以前の沿革
- 「旧高旧領取調帳」に記載されている明治初年時点での、茨城郡のうち後の当郡域の支配は以下の通り。●は村内に寺社領が、○は寺社除地[2]が存在。幕府領は安藤伝蔵支配所・北条平次郎支配所・福田所左衛門支配所が管轄。（1町177村）

| 知行         | 知行                                       | 村数      | 村名 |
| ------------ | ------------------------------------------ | --------- | --- |
| 幕府領       | 幕府領（北条）                             | 3村       | ○橋場美新田、●西郷地村、○先後新田 |
| 幕府領       | 旗本領                                     | 25村      | ○飯島村、三野輪村、○越安村、○駒渡村、○蕎麦原村、○常井村、○馬渡村、○近藤村、木部村、飯沼新田村、下飯沼村、○南島田村、●○神谷村、高田新田、手堤新田、●上馬場村、部室村、張星村、小岩戸村、立延村、宮田村、黒磯村、○牛伏村、○筑地村、○小林村 |
| 幕府領       | 幕府領（安藤）・旗本領                     | 8村       | ●○加倉井村、南栗崎村、○野曽村、●○上飯沼村、●下土師村、○下雨ヶ谷村、○上雨ヶ谷村、中台村 |
| 幕府領       | 幕府領（北条）・旗本領                     | 1村       | 三箇村 |
| 幕府領       | 幕府領（福田）・旗本領                     | 1村       | 中根四箇村 |
| 藩領         | 常陸水戸藩                                 | 1町 112村 | 水戸城下、○細谷村、浜田村、○渋井村、○吉沼村、○西大野村、○東大野村、○圷大野村、○中大野村、○下大野村、○小泉村、○川又村、○平戸村、○塩ヶ崎村、○栗崎村、東前村、○大串村、○大場村、秋成新田、○下入野村、○石川村、若宮村、森戸村、下石崎村、●○六反田村、○酒門村、○島田村、●○吉田村、○谷田村、●○常葉村、○渡里村、○堀村、○開江村、中丸村、赤塚村、見和村、○見川村、○千波村、笠原新田、平須村、萱場新田、○河和田村、○小吹村、○田野村、○飯富村、○岩根村、○藤井村、○全隈村、○谷津村、○木葉下村、○成沢村、下野新田、○鯉淵村、谷田部村、中石崎村、○上石崎村、吉沢村、米沢村、東野村、○前田村、○長岡村、○大戸村、○小鶴村、○奥谷村、○小幡村、○秋葉村、○鳥羽田村、○生井沢村、倉数村、外之内村、佐才新田、世楽村、●下馬場村、○下吉影村、○小塙村、○与沢村、○飯前村、上合村、○川戸村、山野村、○小川村、○幡谷村、○上吉影村、○野田村、○上圷村、○下圷村、粟村、○北方村、○高久村、○錫高野村、○孫根村、○岩船村、●○高根村、●○阿波山村、○下阿野沢村、○上阿野沢村、○赤沢村、○下伊勢畑村、○上伊勢畑村、○檜山村、○上泉村、●○那珂西村、●○石塚村、下青山村、○上青山村、○春園村、○小坂村、勝見沢村、○磯野村、○増井村、●○下古内村、○上古内村、○上入野村 |
| 藩領         | 常陸宍戸藩                                 | 10村      | ○金谷村、○大塚村、高野村、田沢村、大谷村、小曽納村、○五平村、中原村、●○有賀村、●赤尾関村 |
| 藩領         | 陸奥守山藩                                 | 3村       | 堅倉村、柴高村、○竹原村 |
| 藩領         | 常陸府中藩                                 | 1村       | ○鶴田村 |
| 幕府領・藩領 | 幕府領（安藤）・旗本領・宍戸藩             | 1村       | ○南川又村 |
| 幕府領・藩領 | 幕府領（安藤）・旗本領・宍戸藩・常陸笠間藩 | 1村       | ●○杉崎村 |
| 幕府領・藩領 | 幕府領（安藤）・旗本領・笠間藩・常陸麻生藩 | 1村       | ●○大足村 |
| 幕府領・藩領 | 幕府領（北条）・旗本領・府中藩・麻生藩     | 1村       | 竹原中郷村 |
| 幕府領・藩領 | 旗本領・宍戸藩                             | 3村       | 羽鳥村、花野井村、●○三湯村 |
| 幕府領・藩領 | 旗本領・府中藩                             | 1村       | 中野谷村 |
| 幕府領・藩領 | 旗本領・守山藩                             | 1村       | ○下座村 |
| 幕府領・藩領 | 旗本領・麻生藩                             | 1村       | 竹原新田村 |
| 幕府領・藩領 | 旗本領・常陸土浦藩                         | 1村       | 大笹新田 |
| 幕府領・藩領 | 旗本領・宍戸藩・笠間藩                     | 1村       | ●内原村 |
| 幕府領・藩領 | 旗本領・笠間藩・麻生藩                     | 1村       | ●○田島村 |

- 慶応4年6月27日（1868年8月15日） - 幕府領・旗本領が常陸知県事の管轄となる。
- 明治2年
  - 2月9日（1869年3月21日） - 常陸知県事の管轄地域が若森県の管轄となる。
  - 6月22日（1869年7月30日） - 常陸府中藩が任知藩事にともない改称して常陸石岡藩となる。
- 明治3年12月24日（1871年2月13日） - 陸奥守山藩が藩庁を移転して常陸松川藩となる。
- 明治4年
  - 若森県の管轄地域のうち橋場美新田・先後新田・三野輪村・加倉井村・常井村・馬渡村・近藤村・南島田村・神谷村・立延村・宮田村・黒磯村・牛伏村・下雨ヶ谷村・中根四箇村・大足村・下座村・田島村が水戸藩、上馬場村・三箇村・竹原中郷村・中野谷村が石岡藩の管轄となる。
  - 7月14日（1871年8月29日） - 廃藩置県により、藩領が水戸県、宍戸県、松川県、石岡県、麻生県、土浦県、笠間県の管轄となる。
  - 11月14日（1871年12月25日） - 第1次府県統合により、全域が茨城県の管轄となる。
- 1873年（明治6年）（1町181村）
  - 部室村の一部より羽刈新田・江戸新田・納場新田が起立。
  - 小岩戸村の一部より寺崎新田が起立。

### 郡発足以降の沿革
- 1878年（明治11年）（1町181村）
  - 12月2日 - 郡区町村編制法の茨城県での施行により、茨城郡のうち水戸城下ほか1町179村の区域をもって行政区画としての東茨城郡が発足。郡役所を水戸上市に設置。
  - 立延村・中根四箇村が合併して中延村となる。
  - 高野村・田沢村が合併して高田村となる。
  - 鹿島郡磯浜村・大貫村の所属郡が本郡に変更。
- 1884年（明治17年） - 竹原新田村が改称して竹原下郷村となる。

- 1889年（明治22年）4月1日[4]

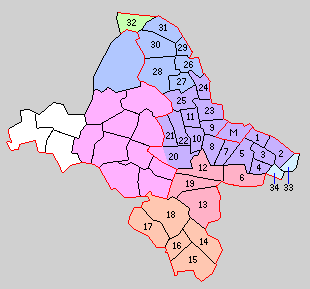
1.上大野村 2.下大野村 3.稲荷村 4.大場村 5.酒門村 6.石崎村 7.吉田村 8.緑岡村 9.常磐村 10.河和田村 11.上中妻村 12.長岡村 13.上野合村 14.下野合村 15.橘村 16.小川町 17.竹原村 18.堅倉村 19.川根村 20.鯉渕村 21.下中妻村 22.中妻村 23.渡里村 24.飯富村 25.山根村 26.石塚村 27.小松村 28.西郷村 29.圷村 30.岩船村 31.沢山村 32.伊勢畑村 33.磯浜町 34.大貫村（紫：水戸市 桃：笠間市 緑：常陸大宮市 橙：小美玉市 赤：茨城町 水色：大洗町 青：城里町 M：発足時の水戸市）

  - 市制の施行により、水戸城下および常葉村・吉田村・細谷村・浜田村の各一部の区域をもって水戸市が発足し、郡より離脱。
  - 町村制の施行により、残部に下記の町村が発足。（2町32村）
    - 上大野村 ← 東大野村、中大野村、圷大野村、西大野村、渋井村、吉沼村、細谷村［残部］、浜田村［残部］（現・水戸市）
    - 下大野村 ← 下大野村、平戸村、塩ヶ崎村、小泉村、川又村（現・水戸市）
    - 稲荷村 ← 大串村、島田村、東前村、栗崎村、六反田村（現・水戸市）
    - 大場村 ← 大場村、森戸村、下入野村、秋成新田（現・水戸市）
    - 酒門村 ← 酒門村、谷田村、石川村（現・水戸市）、若宮村（現・茨城町）
    - 石崎村 ← 中石崎村、上石崎村、下石崎村（現・茨城町）
    - 吉田村 ← 東野村、米沢村、吉沢村、吉田村［残部］（現・水戸市）
    - 緑岡村 ← 見川村、見和村、小吹村、千波村、笠原新田、平須村（現・水戸市）
    - 常磐村（常葉村の残部が単独村制。現・水戸市）
    - 河和田村 ← 河和田村、赤塚村、中丸村、萱場新田（現・水戸市）
    - 上中妻村 ← 大塚村、金谷村、飯島村、加倉井村（現・水戸市）
    - 長岡村 ← 長岡村、馬渡村、近藤村、常井村、大戸村、前田村、谷田部村、小鶴村（現・茨城町）
    - 上野合村 ← 秋葉村、鳥羽田村、神谷村、南島田村、下座村、生井沢村、小幡村、上雨ヶ谷村、下雨ヶ谷村（現・茨城町）
    - 下野合村 ← 上合村、下吉影村、飯前村、上吉影村、世楽村、佐才新田（現・小美玉市）
    - 橘村 ← 与沢村、川戸村、幡谷村、山野村、外之内村、倉数村（現・小美玉市）
    - 小川町 ← 小川村、宮田村、小塙村、下馬場村、中延村、野田村（現・小美玉市）
    - 竹原村 ← 竹原村、竹原中郷村、竹原下郷村、上馬場村、羽鳥村、大谷村、小曽納村、中台村、花野井村、中野谷村（現・小美玉市）
    - 堅倉村 ← 堅倉村、三箇村、鶴田村、柴高村、小岩戸村、張星村、部室村、羽刈新田、江戸新田、納場新田、寺崎新田、高田新田、手堤新田、大笹新田、西郷地村、橋場美新田、先後新田（現・小美玉市）
    - 川根村 ← 下飯沼村、上飯沼村、木部村、南栗崎村、野曽村、南川又村、飯沼新田村、蕎麦原村、駒渡村、越安村、下土師村、奥谷村（現・茨城町）
    - 鯉淵村 ← 五平村、鯉淵村［大部分］（現・水戸市、笠間市）、高田村、下野新田（現・水戸市）
    - 下中妻村 ← 杉崎村、小林村、内原村、中原村、三湯村（現・水戸市）
    - 中妻村 ← 大足村、筑地村、赤尾関村、有賀村、牛伏村、黒磯村、田島村、三野輪村（現・水戸市）
    - 渡里村 ← 渡里村、堀村、田野村（現・水戸市）
    - 飯富村 ← 飯富村、岩根村、藤井村（現・水戸市）
    - 山根村 ← 成沢村、木葉下村、谷津村、全隈村、開江村（現・水戸市）
    - 石塚村 ← 石塚村、那珂西村、上泉村（現・城里町）
    - 小松村 ← 増井村、上入野村、磯野村（現・城里町）
    - 西郷村 ← 小坂村、下青山村、春園村、上青山村、勝見沢村、上古内村、下古内村（現・城里町）
    - 圷村 ← 上圷村、下圷村、粟村（現・城里町）
    - 岩船村 ← 岩船村、孫根村、高根村、錫高野村、北方村、高久村（現・城里町）
    - 沢山村 ← 上阿野沢村、下阿野沢村、赤沢村、阿波山村（現・城里町）
    - 伊勢畑村 ← 下伊勢畑村、上伊勢畑村、檜山村（現・常陸大宮市）
    - 磯浜町（磯浜村が単独町制。現・大洗町）
    - 大貫村（単独村制。現・大洗町）
- 1891年（明治24年）9月28日 - 下野合村が改称して白河村となる。
- 1894年（明治27年）1月26日 - 大貫村が町制施行して大貫町となる。（3町31村）
- 1896年（明治29年）7月1日 - 郡制を施行。
- 1919年（大正8年）10月1日 - 石塚村が町制施行して石塚町となる。（4町30村）
- 1923年（大正12年）4月1日 - 郡会が廃止。郡役所は存続。
- 1926年（大正15年）7月1日 - 郡役所が廃止。以降は地域区分名称となる。
- 1933年（昭和8年）3月15日 - 常磐村が水戸市に編入。（4町29村）
- 1952年（昭和27年）4月1日 - 緑岡村および上大野村の一部（細谷の一部）が水戸市に編入。（4町28村）
- 1954年（昭和29年）
  - 11月3日 - 磯浜町・大貫町が合併して大洗町が発足。（3町28村）
  - 12月10日 - 小川町・白河村・橘村が合併し、改めて小川町が発足。（3町26村）
- 1955年（昭和30年）
  - 2月11日（4町19村）
    - 伊勢畑村が那珂郡野口村と合併して御前山村が発足。
    - 石塚町・小松町・西郷村が合併して常北町が発足。
    - 長岡村が町制施行して長岡町となる。
    - 長岡町・上野合村・川根村が鹿島郡沼前村と合併して茨城町が発足。
    - 圷村・岩船村・沢山村が合併して桂村が発足。

  - 3月31日（4町15村）
    - 中妻村・下中妻村・鯉淵村の一部（高田・下野および五平・鯉淵の各一部）が合併して内原村が発足。鯉淵村の残部（五平・鯉淵の各一部）は西茨城郡友部町に編入。
    - 下大野村・稲荷村・大場村が合併して常澄村が発足。

  - 4月1日（4町9村）
    - 上大野村・渡里村・吉田村および酒門村の一部（酒門・谷田・石川）、河和田村の一部（中丸・萱場および河和田の一部）が水戸市に編入。
    - 酒門村の残部（若宮）が石崎村に編入。
    - 上中妻村および山根村の一部（木葉下・谷津・全隈・開江）、河和田村の残部（赤塚および河和田の一部）が合併して赤塚村が発足。
    - 飯富村と山根村の残部（成沢）が合併し、改めて飯富村が発足。

  - 7月23日 - 大洗町が鹿島郡旭村の一部（神山および成田の一部）を編入。
- 1956年（昭和31年）
  - 8月1日 - 竹原村・堅倉村が合併して竹原堅倉村が発足。竹原堅倉村は即日改称して美野里村となる。（4町8村）
  - 9月29日 - 御前山村が那珂郡長倉村と合併し、改めて御前山村が発足。
- 1957年（昭和32年）6月1日 - 飯富村が水戸市に編入。（4町7村）
- 1958年（昭和33年）
  - 3月5日 - 石崎村が茨城町に編入。（4町6村）
  - 4月1日 - 赤塚村が水戸市に編入。（4町5村）
- 1959年（昭和34年）4月1日 - 美野里村が町制施行して美野里町となる。（5町4村）
- 1965年（昭和40年）1月1日 - 内原村が町制施行して内原町となる。（6町3村）
- 1992年（平成4年）3月3日 - 常澄村が水戸市に編入。（6町2村）
- 2004年（平成16年）10月16日 - 御前山村が那珂郡大宮町に編入。大宮町は即日改称・市制施行して常陸大宮市となる。（6町1村）
- 2005年（平成17年）2月1日（5町）
  - 内原町が水戸市に編入。
  - 常北町・桂村が西茨城郡七会村と合併して城里町が発足。
- 2006年（平成18年）3月27日 - 小川町・美野里町が新治郡玉里村と合併して小美玉市が発足し、郡より離脱。（3町）

### 変遷表
| 明治22年 4月1日 | 明治22年 4月1日 | 明治22年 - 昭和19年          | 昭和20年 - 昭和30年              | 昭和31年 - 昭和63年         | 昭和31年 - 昭和63年         | 平成1年 - 現在                | 現在       |
| --------------- | --------------- | ---------------------------- | -------------------------------- | --------------------------- | --------------------------- | ----------------------------- | ---------- |
|                 | 大貫村          | 明治27年1月26日 大貫町       | 昭和29年11月3日 大洗町           | 大洗町                      | 大洗町                      | 大洗町                        | 大洗町     |
|                 | 磯浜町          | 磯浜町                       | 昭和29年11月3日 大洗町           | 大洗町                      | 大洗町                      | 大洗町                        | 大洗町     |
|                 | 石塚村          | 大正8年10月1日 石塚町        | 昭和30年2月11日 常北町           | 常北町                      | 常北町                      | 平成17年2月1日 城里町         | 城里町     |
|                 | 小松村          | 小松村                       | 昭和30年2月11日 常北町           | 常北町                      | 常北町                      | 平成17年2月1日 城里町         | 城里町     |
|                 | 西郷村          | 西郷村                       | 昭和30年2月11日 常北町           | 常北町                      | 常北町                      | 平成17年2月1日 城里町         | 城里町     |
|                 | 圷村            | 圷村                         | 昭和30年2月11日 桂村             | 桂村                        | 桂村                        | 平成17年2月1日 城里町         | 城里町     |
|                 | 岩船村          | 岩船村                       | 昭和30年2月11日 桂村             | 桂村                        | 桂村                        | 平成17年2月1日 城里町         | 城里町     |
|                 | 沢山村          | 沢山村                       | 昭和30年2月11日 桂村             | 桂村                        | 桂村                        | 平成17年2月1日 城里町         | 城里町     |
|                 | 長岡村          | 長岡村                       | 昭和33年2月11日 茨城町           | 茨城町                      | 茨城町                      | 茨城町                        | 茨城町     |
|                 | 上野合村        | 上野合村                     | 昭和33年2月11日 茨城町           | 茨城町                      | 茨城町                      | 茨城町                        | 茨城町     |
|                 | 川根村          | 川根村                       | 昭和33年2月11日 茨城町           | 茨城町                      | 茨城町                      | 茨城町                        | 茨城町     |
|                 | 石崎村          | 石崎村                       | 石崎村                           | 昭和33年3月5日 茨城町に編入 | 昭和33年3月5日 茨城町に編入 | 茨城町                        | 茨城町     |
|                 | 酒門村          | 酒門村                       | 昭和30年4月1日 石崎村に一部編入  | 昭和33年3月5日 茨城町に編入 | 昭和33年3月5日 茨城町に編入 | 茨城町                        | 茨城町     |
|                 | 酒門村          | 酒門村                       | 昭和30年4月1日 水戸市に一部編入  | 水戸市                      | 水戸市                      | 水戸市                        | 水戸市     |
|                 | 水戸市          | 水戸市                       | 水戸市                           | 水戸市                      | 水戸市                      | 水戸市                        | 水戸市     |
|                 | 常磐村          | 昭和8年3月15日 水戸市に編入  | 水戸市                           | 水戸市                      | 水戸市                      | 水戸市                        | 水戸市     |
|                 | 緑岡村          | 緑岡村                       | 昭和27年4月1日 水戸市に編入      | 水戸市                      | 水戸市                      | 水戸市                        | 水戸市     |
|                 | 上大野村        | 上大野村                     | 昭和27年4月1日 水戸市に編入      | 水戸市                      | 水戸市                      | 水戸市                        | 水戸市     |
|                 | 上大野村        | 上大野村                     | 昭和30年4月1日 水戸市に編入      | 水戸市                      | 水戸市                      | 水戸市                        | 水戸市     |
|                 | 渡里村          | 渡里村                       |                                  | 水戸市                      | 水戸市                      | 水戸市                        | 水戸市     |
|                 | 吉田村          | 吉田村                       |                                  | 水戸市                      | 水戸市                      | 水戸市                        | 水戸市     |
|                 | 河和田村        | 河和田村                     |                                  | 水戸市                      | 水戸市                      | 水戸市                        | 水戸市     |
|                 | 河和田村        | 河和田村                     | 昭和30年4月1日 赤塚村            | 昭和33年4月1日 水戸市に編入 | 昭和33年4月1日 水戸市に編入 | 水戸市                        | 水戸市     |
|                 | 上中妻村        | 上中妻村                     | 昭和30年4月1日 赤塚村            | 昭和33年4月1日 水戸市に編入 | 昭和33年4月1日 水戸市に編入 | 水戸市                        | 水戸市     |
|                 | 山根村          | 山根村                       | 昭和30年4月1日 赤塚村            | 昭和33年4月1日 水戸市に編入 | 昭和33年4月1日 水戸市に編入 | 水戸市                        | 水戸市     |
|                 | 山根村          | 山根村                       | 昭和30年4月1日 飯富村            | 昭和32年4月1日 水戸市に編入 | 昭和32年4月1日 水戸市に編入 | 水戸市                        | 水戸市     |
|                 | 飯富村          | 飯富村                       | 昭和30年4月1日 飯富村            | 昭和32年4月1日 水戸市に編入 | 昭和32年4月1日 水戸市に編入 | 水戸市                        | 水戸市     |
|                 | 下大野村        | 下大野村                     | 昭和30年3月31日 常澄村           | 常澄村                      | 常澄村                      | 平成4年3月3日 水戸市に編入    | 水戸市     |
|                 | 大場村          | 大場村                       | 昭和30年3月31日 常澄村           | 常澄村                      | 常澄村                      | 平成4年3月3日 水戸市に編入    | 水戸市     |
|                 | 稲荷村          | 稲荷村                       | 昭和30年3月31日 常澄村           | 常澄村                      | 常澄村                      | 平成4年3月3日 水戸市に編入    | 水戸市     |
|                 | 下中妻村        | 下中妻村                     | 昭和30年3月31日 内原村           | 昭和40年1月1日 町制         | 昭和40年1月1日 町制         | 平成17年2月1日 水戸市に編入   | 水戸市     |
|                 | 中妻村          | 中妻村                       | 昭和30年3月31日 内原村           | 昭和40年1月1日 町制         | 昭和40年1月1日 町制         | 平成17年2月1日 水戸市に編入   | 水戸市     |
|                 | 鯉淵村          | 鯉淵村                       | 昭和30年3月31日 内原村           | 昭和40年1月1日 町制         | 昭和40年1月1日 町制         | 平成17年2月1日 水戸市に編入   | 水戸市     |
|                 | 鯉淵村          | 鯉淵村                       | 昭和30年3月31日 友部町に一部編入 | 友部町                      | 友部町                      | 平成18年3月19日 笠間市        | 笠間市     |
|                 | 小川町          | 小川町                       | 昭和29年12月10日 小川町          | 小川町                      | 小川町                      | 平成18年3月27日 小美玉市      | 小美玉市   |
|                 | 橘村            | 橘村                         | 昭和29年12月10日 小川町          | 小川町                      | 小川町                      | 平成18年3月27日 小美玉市      | 小美玉市   |
|                 | 下野合村        | 明治24年9月28日 白河村に改称 | 昭和29年12月10日 小川町          | 小川町                      | 小川町                      | 平成18年3月27日 小美玉市      | 小美玉市   |
|                 | 竹原村          | 竹原村                       | 竹原村                           | 昭和31年8月1日 美野里村     | 昭和34年4月1日 町制         | 平成18年3月27日 小美玉市      | 小美玉市   |
|                 | 堅倉村          | 堅倉村                       | 堅倉村                           | 昭和31年8月1日 美野里村     | 昭和34年4月1日 町制         | 平成18年3月27日 小美玉市      | 小美玉市   |
|                 | 伊勢畑村        | 伊勢畑村                     | 昭和30年2月11日 御前山村         | 昭和31年10月29日 御前山村   | 昭和31年10月29日 御前山村   | 平成16年10月16日 大宮町に編入 | 常陸大宮市 |

## 行政
歴代郡長
| 代 | 氏名 | 就任年月日                | 退任年月日                | 備考                   |
| -- | ---- | ------------------------- | ------------------------- | ---------------------- |
| 1  |      | 明治11年（1878年）12月2日 |                           |                        |
|    |      |                           | 大正15年（1926年）6月30日 | 郡役所廃止により、廃官 |

## 地理
北西部は八溝山地を構成する鶏足山塊（とりあしさんかい）に覆われ、中央部は広域にわたって東茨城台地に覆われている。台地上には北東から南西の順に、那珂川、桜川、涸沼川、巴川、園部川が流れて浸食谷が形成されており、大きく4つの地域に分けられている。さらに、谷津とよばれる樹枝状の枝谷が台地上に刻まれており、台地と低地が交錯する。東部は、太平洋（鹿島灘）に面する。
漁業や観光を中心産業に置く大洗町を除いて、ほとんどは農業を中心とした地域で、大部分が畑作地や水田に土地利用されている。そのなかで、城里町石塚、茨城町奥谷・小鶴は商業地として市街地を形成する。かつて、郡の最南部には小川町があったときには、航空自衛隊百里基地があることが知られていた。